# Charles Cornwallis, 1.º Marquês Cornwallis
Charles Cornwallis, 1º Marquês Cornwallis KG (31 de dezembro de 1738 — 5 de outubro de 1805) foi um alto oficial do exército britânico e magistrado colonial. Ele é mais reconhecido nos Estados Unidos e no Reino Unido por seu papel na guerra de independência americana, onde ele comandou os exércitos ingleses durante parte do conflito. Ele se rendeu ao inimigo em 1781 após a fracassada batalha de Yorktown, que encerrou a luta nas Américas. Ele também serviu como governador da Irlanda e da Índia, onde ele instituiu uma série de mudanças legislativas e administrativas.
Nascido em uma família aristocrática e educado nas universidades de Eton e Cambridge, Cornwallis se juntou ao exército inglês em 1757, vendo ação na Guerra dos Sete Anos. Após a morte de seu pai, em 1762, ele passou a ser Earl Cornwallis e entrou para a Câmara dos Lordes. Em 1776, ele foi enviado à América para combater a rebelião nas Treze Colônias britânicas. No comando das tropas inglesas, ele conquistou sua vitória mais notória na batalha de Camden em 1780, mas foi forçado a se render em Yorktown em outubro de 1781. Algumas decisões que Cornwallis tomou durante o conflito foram bastante questionadas e controversas.
Apesar de sua derrota nos Estados Unidos, Cornwallis ainda tinha a confiança do governo britânico e permaneceu no serviço ativo. Liberto pelos americanos em 1782, foi feito cavaleiro em 1786 e apontado governador-geral da Índia britânica. Ele implementou várias reformas na Companhia Britânica das Índias Orientais e nos territórios, incluindo o chamado "Código de Cornwallis". De 1789 a 1792, ele liderou as forças ingleses na guerra contra o Reino de Mysore e se saiu vitorioso.
Em 1794 ele retornou a Inglaterra novamente. Cornwallis foi então feito Mestre-geral de Ordenanças. Em 1798, ele foi apontado para o cargo de governador da Irlanda. Por lá, ele esmagou uma rebelião por parte do povo irlandês, apoiados pelos franceses, e teve participação fundamental na assinatura do chamado 'Ato de União de 1800'. Ele foi, quatro anos mais tarde, o principal oficial inglês que assinou o Tratado de Amiens, e foi então, em 1805, apontado novamente para Governador da Índia. Ele faleceu por lá, no mesmo ano.